# Klasyfikacja medalowa Letnich Igrzysk Olimpijskich 1948

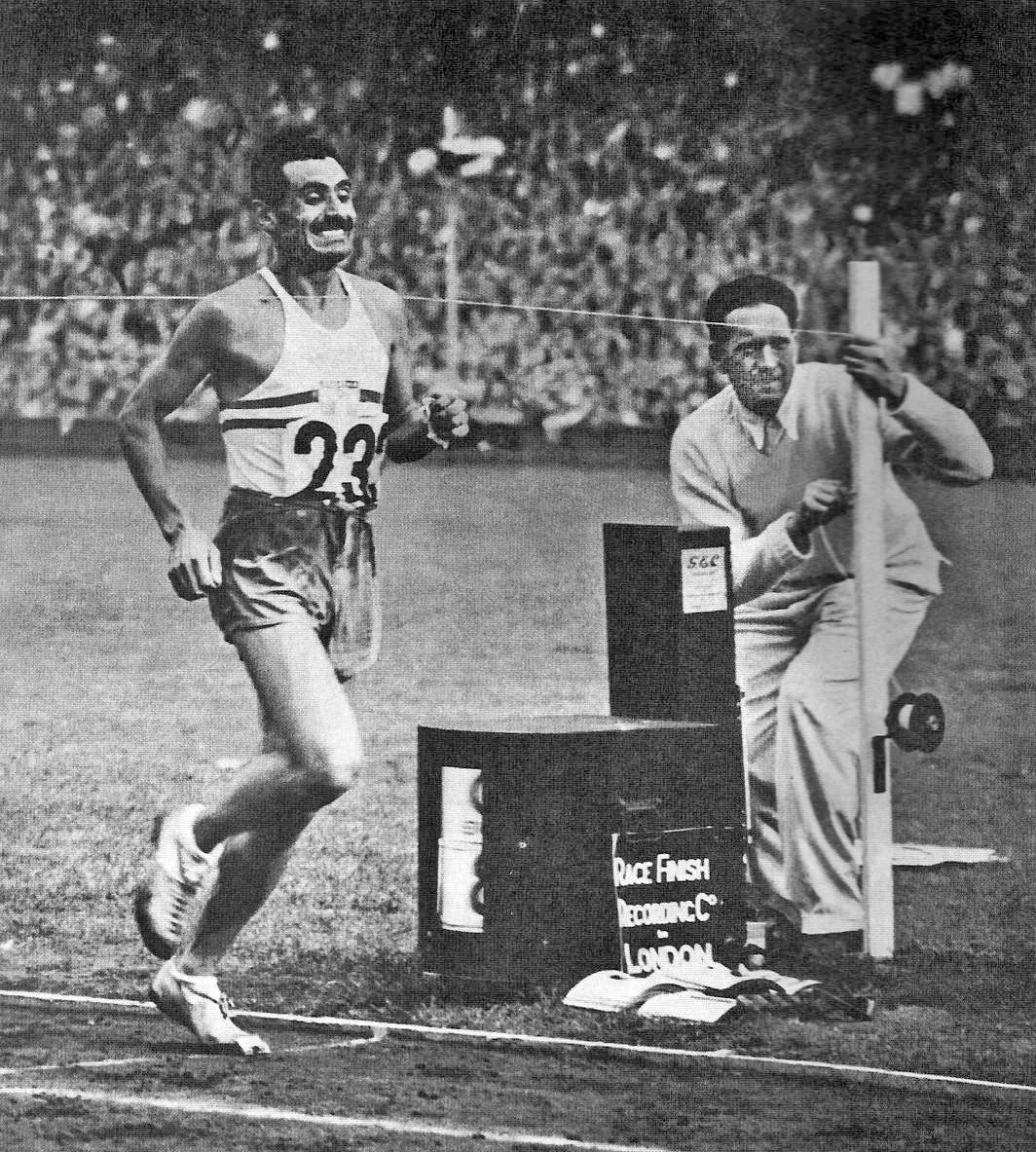
Delfo Cabrera (Argentyna) wygrywa bieg maratoński

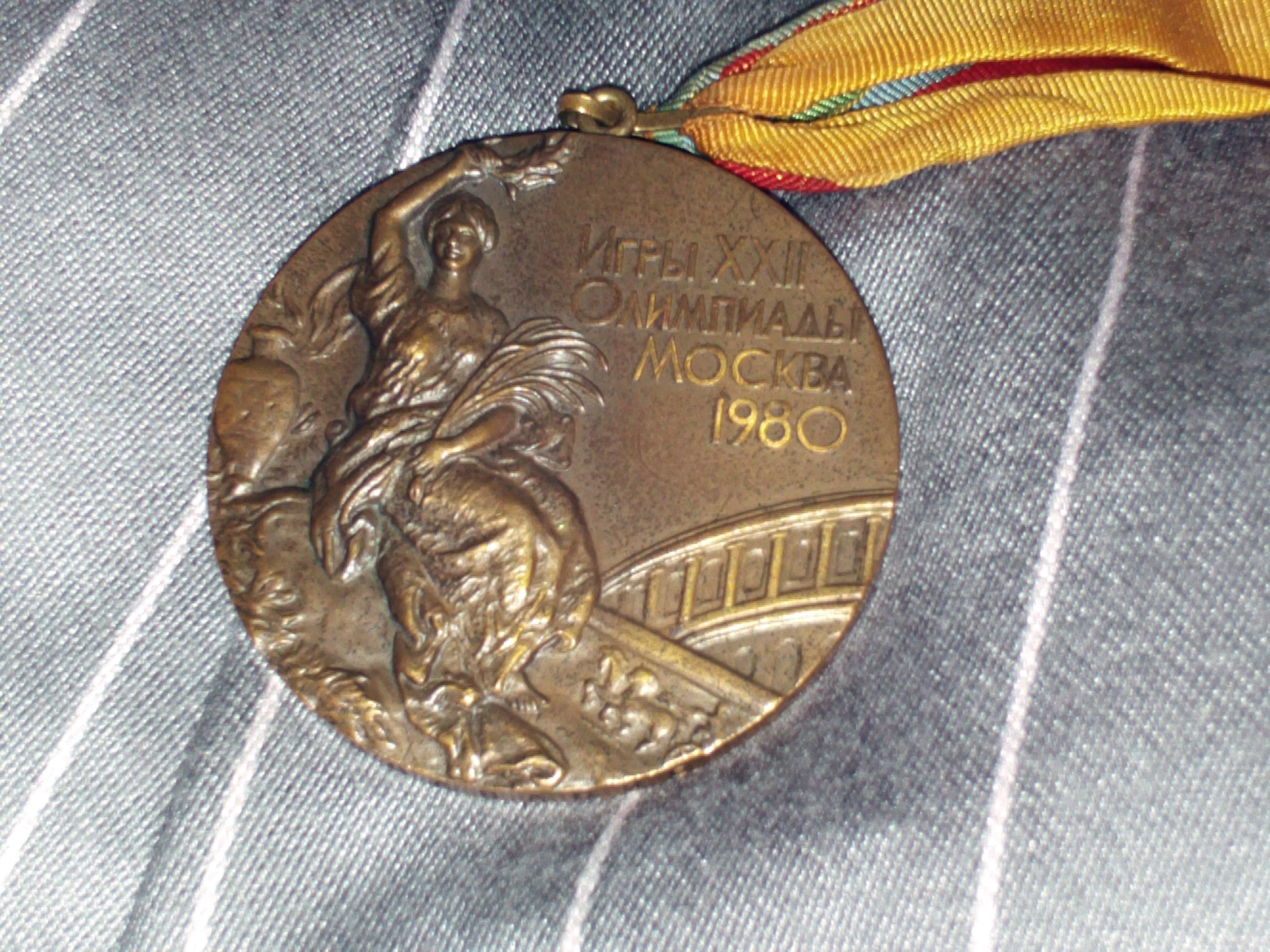
Brązowy medal Igrzysk Olimpijskich 1980, zawierający podobny awers do tego widniejącego na medalach z igrzysk w 1948

Letnie Igrzyska Olimpijskie 1948 (znane także jako XIV Letnie Igrzyska Olimpijskie) były międzynarodowym wydarzeniem sportowym, które odbywało się od 29 lipca do 14 sierpnia 1948 w Londynie. Były to pierwsze igrzyska od 12 lat, gdyż wcześniejsze nie odbywały się z powodu II wojny światowej. Londyn został wybrany na gospodarza w marcu 1946. Wcześniej w tym samym mieście odbywały się Letnie Igrzyska Olimpijskie 1908 i miały się odbyć Letnie Igrzyska Olimpijskie 1944. Rekordową liczbę 59 krajów reprezentowało 4099 atletów (3714 mężczyzn i 385 kobiet) występujących w 19 dyscyplinach sportowych. W wyniku II wojny światowej Niemcy i Japonia pozostawały pod okupacją i nie sformowały do tego czasu swoich narodowych komitetów olimpijskich i z tego powodu nie zostały zaproszone. Jedynym z głównych państw Osi biorącym udział w igrzyskach były Włochy. Związek Radziecki także nie utworzył narodowego komitetu olimpijskiego, na skutek czego nie mógł być zaproszony, ale przysłał swoich obserwatorów i później uczestniczył w kolejnych igrzyskach.
Najwięcej medali wywalczyli reprezentanci Stanów Zjednoczonych, zdobywając najwięcej złotych (38), srebrnych (27) i brązowych (19) medali. Wielka Brytania, gospodarz imprezy, zdobyła jedynie trzy złote medale (łącznie 23). Na tych igrzyskach 6 krajów wywalczyło swoje pierwsze medale olimpijskie. Dla Portoryka brąz zdobył Juan Venegas w boksie. Następny Portoryko wywalczyło dopiero 28 lat później. Drugą reprezentacją na tych igrzyskach, która zdobyła pierwszy w historii medal, był Cejlon (obecnie Sri Lanka) – srebrny medal w biegu na 400 metrów przez płotki zdobył Duncan White. Medal ten pozostał jedynym wywalczonym przez Sri Lankę medalem z na igrzyskach olimpijskich aż do igrzysk w Sydney w 2000 roku. Następnym państwem, które zdobyło pierwsze medale na tych igrzyskach, była Korea Południowa. Reprezentanci tego kraju zdobyli dwa brązowe medale wywalczone przez Han Su-an (w boksie) i Kim Seong-jip (w podnoszeniu ciężarów). Kolejnym krajem z pierwszym medalem igrzysk olimpijskich została Jamajka. Zawodnicy z tego karaibskiego kraju zdobyli trzy medale (jedno złoto i dwa srebra) w lekkoatletyce, głównie w biegach sprinterskich. Piątym z kolei państwem jest Panama. Zawodnik z tego kraju Lloyd La Beach, zdobył dwa brązowe krążki w biegach na 100 i 200 m. Kolejnym panamskim medalistą olimpijskim został dopiero 60 lat później skoczek w dal Irving Saladino, który został w Pekinie mistrzem olimpijskim. Ostatnią reprezentacją, która zdobyła w Londynie pierwszy w historii medal olimpijski, był Trynidad i Tobago – srebrny medal zdobył Rodney Wilkes w podnoszeniu ciężarów. 13 krajów uczestniczyło w igrzyskach po raz pierwszy, są to: Birma, Cejlon, Gujana, Irak, Jamajka, Korea Południowa, Liban, Pakistan, Portoryko, Syria, Singapur, Panama, Trynidad i Tobago i Wenezuela.
Medale olimpijskie miały standardowy projekt Trionfo stosowany na igrzyskach pomiędzy 1928 a 1968 rokiem.
Dopiero w 2010 roku Belg Eugène Van Roosbroeck otrzymał swój złoty medal za udział w kolarskim wyścigu drogowym, ponieważ po wyścigu nie odbyła się dekoracja, a drużyna belgijska wróciła do kraju dwa dni po wyścigu nie odbierając medali.

## Tabele medalowe
Poniżej znajdują się tabele medalowe Letnich Igrzysk Olimpijskich 1948 bazujące na wyliczeniach Międzynarodowego Komitetu Olimpijskiego. Ranking posortowano według liczby złotych medali, następnie brano pod uwagę srebrne i brązowe. Jeżeli dwa lub więcej krajów zdobyło tyle samo medali, to mają tę samą pozycję w rankingu i są umieszczone w tabeli w porządku alfabetycznym. Źródłem informacji jest MKOL, ale ta organizacja nie prowadzi ani nie popiera prowadzenia jakichkolwiek rankingów.
W gimnastyce trzech zawodników zajęło pierwsze miejsce w konkursie konia z łękami. Paavo Aaltonen, Veikko Huhtanen i Heikki Savolainen otrzymali złote medale (wszyscy Finlandia) nie przyznano srebrnych i brązowych medali. W konkurencji skoku przez konia mężczyzn trzech gimnastyków ukończyło zawody na trzecim miejscu. Otrzymali oni wszyscy brązowe medale, razem w tej konkurencji rozdano pięć medali.

### Klasyfikacja państwowa
Legenda:
     Organizator igrzysk (Wielka Brytania)
| Miejsce | Państwo               | Złoto | Srebro | Brąz | Razem |
| ------- | --------------------- | ----- | ------ | ---- | ----- |
| 1.      | Stany Zjednoczone     | 38    | 27     | 19   | 84    |
| 2.      | Szwecja               | 16    | 11     | 17   | 44    |
| 3.      | Francja               | 10    | 6      | 13   | 29    |
| 4.      | Węgry                 | 10    | 5      | 12   | 27    |
| 5.      | Włochy                | 8     | 11     | 8    | 27    |
| 6.      | Finlandia             | 8     | 7      | 5    | 20    |
| 7.      | Turcja                | 6     | 4      | 2    | 12    |
| 8.      | Czechosłowacja        | 6     | 2      | 3    | 11    |
| 9.      | Szwajcaria            | 5     | 10     | 5    | 20    |
| 10.     | Dania                 | 5     | 7      | 8    | 20    |
| 11.     | Holandia              | 5     | 2      | 9    | 16    |
| 12.     | Wielka Brytania       | 3     | 14     | 6    | 23    |
| 13.     | Argentyna             | 3     | 3      | 1    | 7     |
| 14.     | Australia             | 2     | 6      | 5    | 13    |
| 15.     | Belgia                | 2     | 2      | 3    | 7     |
| 16.     | Królestwo Egiptu      | 2     | 2      | 1    | 5     |
| 17.     | Meksyk                | 2     | 1      | 2    | 5     |
| 18.     | Południowa Afryka     | 2     | 1      | 1    | 4     |
| 19.     | Norwegia              | 1     | 3      | 3    | 7     |
| 20.     | Jamajka               | 1     | 2      | 0    | 3     |
| 21.     | Austria               | 1     | 0      | 3    | 4     |
| 22.     | Indie                 | 1     | 0      | 0    | 1     |
| 22.     | Peru                  | 1     | 0      | 0    | 1     |
| 24.     | Jugosławia            | 0     | 2      | 0    | 2     |
| 25.     | Kanada                | 0     | 1      | 2    | 3     |
| 26.     | Portugalia            | 0     | 1      | 1    | 2     |
| 26.     | Urugwaj               | 0     | 1      | 1    | 2     |
| 28.     | Cejlon                | 0     | 1      | 0    | 1     |
| 28.     | Hiszpania             | 0     | 1      | 0    | 1     |
| 28.     | Kuba                  | 0     | 1      | 0    | 1     |
| 28.     | Trynidad i Tobago     | 0     | 1      | 0    | 1     |
| 32.     | Korea Południowa      | 0     | 0      | 2    | 2     |
| 32.     | Panama                | 0     | 0      | 2    | 2     |
| 34.     | Brazylia              | 0     | 0      | 1    | 1     |
| 34.     | Iran                  | 0     | 0      | 1    | 1     |
| 34.     | Rzeczpospolita Polska | 0     | 0      | 1    | 1     |
| 34.     | Portoryko             | 0     | 0      | 1    | 1     |
|         | RAZEM                 | 138   | 135    | 138  | 411   |

### Klasyfikacja kontynentalna
| Miejsce | Kontynent                            | Złoto | Srebro | Brąz | Razem |
| ------- | ------------------------------------ | ----- | ------ | ---- | ----- |
| 1       | Europa                               | 80    | 84     | 97   | 261   |
| 2       | Ameryka Północna, Środkowa i Karaiby | 41    | 33     | 26   | 100   |
| 3       | Azja                                 | 7     | 5      | 5    | 17    |
| 4       | Ameryka Południowa                   | 4     | 3      | 3    | 11    |
| 5       | Afryka                               | 4     | 3      | 2    | 9     |
| 6       | Australia i Oceania                  | 2     | 6      | 5    | 13    |